# 桃園市立羅浮高級中等學校
桃園市立羅浮高級中等學校（英語：Taoyuan Municipal LuoFu Senior High School，縮寫LFSH），位於臺灣桃園市復興區，為復興區一所高中，設立於2021年。

## 設校起源
桃園市原住民族人口達6萬餘人，僅次於花蓮縣及臺東縣，為全臺原住民族人口第3多的縣市。而復興區人口約1.1萬人，居民多為泰雅族。為發展社區化高中、鼓勵學生就近入學，完成一區一高中的教育理念，因此在復興區有設立高中之需求。

## 歷史沿革

### 介壽國中時期
- 1966年：桃園縣立大溪初級中學復興分部成立。
- 1968年：實施九年國民教育，獨立設校為桃園縣立介壽國民中學。
- 2014年：12月25日，因應桃園縣升格改制為直轄市，更名為桃園市立介壽國民中學。

### 羅浮高中時期
- 2013年：8月1日成立桃園縣立原住民族實驗高級中學籌備處。
- 2014年：12月25日因桃園縣升格為直轄市，改名為桃園市立原住民實驗高級中學籌備處。
- 2019年：5月31日舉行「羅浮國小第3期校舍（含原住民族高級中學羅浮校區）工程」動土暨桃園市立羅浮高級中等學校揭牌典禮。
- 2021年：8月1日成立桃園市立羅浮高級中等學校，正式招收第一屆高中部新生，原介壽國中成為附設國中部。

## 科別

### 高中部
- 餐飲管理科
- 觀光事業科
  - 文化藝能組
  - 新媒體暨設計組

### 國中部
普通班學區：
- 三民里（第1－19鄰）
- 三光里（第1－9鄰）
- 澤仁里（第1－20鄰）
- 羅浮里（第1－8鄰）
- 高義里（第1－12鄰）
- 義盛里（第1－11鄰）
- 霞雲里 （第1－11鄰）
- 華陵里（第1－14鄰）
- 奎輝里（第1－9鄰）
- 長興里（第2－12鄰）

## 歷任校長

### 介壽國中歷任校長
| 任期 | 姓名       | 任職日期  | 離職日期  | 備註                                                         |
| ---- | ---------- | --------- | --------- | ------------------------------------------------------------ |
| 1    | 莊鶴齡先生 | 1966年8月 | 1971年7月 | 調任桃園縣立大溪國民中學                                     |
| 2    | 吳修成先生 | 1971年8月 | 1976年7月 | 原臺東縣立綠島國民中學校長轉任，調任新竹縣立橫山國民中學     |
| 3    | 時 潮先生  | 1976年8月 | 1977年7月 |                                                              |
| 4    | 楊中柱先生 | 1977年8月 | 1983年7月 | 原臺北縣立賢孝國民中學校長轉任，調任桃園縣立草漯國民中學     |
| 5    | 鄭金和先生 | 1983年8月 | 1986年7月 | 原臺灣省立羅東高級中學教師升任，調任桃園縣立凌雲國民中學     |
| 6    | 徐慶發先生 | 1986年8月 | 1989年7月 | 原臺東縣立關山國民中學校長轉任，調任桃園縣立山腳國民中學     |
| 7    | 許明欽先生 | 1989年8月 | 1990年7月 | 調任宜蘭縣立冬山國民中學                                     |
| 8    | 王秀雲女士 | 1990年8月 | 1992年7月 | 原臺北縣立蘆洲國民中學學務主任升任，調任臺北縣立柑園國民中學 |
| 9    | 曾志宏先生 | 1992年8月 | 1994年7月 | 原桃園縣教育局學務管理課長轉任，調任桃園縣立仁美國民中學     |
| 10   | 簡正昌先生 | 1994年8月 | 1996年1月 | 原宜蘭縣冬山鄉順安國民小學教師升任，調任臺北縣立光復國民中學 |
| 11   | 簡如姬女士 | 1996年8月 | 1998年7月 | 原桃園縣立大園國民中學教師升任，調回原校                     |
| 12   | 孫志禮先生 | 1998年8月 | 1999年7月 | 原桃園縣教育局督學轉任，調任桃園縣立山腳國民中學             |
| 13   | 陳春輝先生 | 1999年8月 | 2002年7月 | 原桃園縣教育局督學轉任，調任桃園縣立竹圍國民中學             |
| 14   | 黎慶達先生 | 2002年8月 | 2005年7月 | 原桃園縣立慈文國民中學總務主任升任，調任桃園縣立中興國民中學 |
| 15   | 王冠銘先生 | 2005年8月 | 2008年7月 | 原桃園縣立福豐國民中學教務主任升任，調任桃園縣立山腳國民中學 |
| 16   | 陳淑華女士 | 2008年8月 | 2011年7月 | 原桃園縣立大漢國民中學校長轉任，任滿退休                     |
| 17   | 蘇佐璽先生 | 2011年8月 | 2014年7月 | 原桃園縣立石門國民中學總務主任升任，調任桃園縣立文昌國民中學 |
| 18   | 傅美琴女士 | 2014年8月 | 2021年7月 | 原桃園縣立平南國民中學教務主任升任，調任桃園市立龍興國民中學 |

### 羅浮高中歷任校長
| 任期       | 姓名      | 任職日期  | 離職日期  | 備註                                           |
| ---------- | --------- | --------- | --------- | ---------------------------------------------- |
| 籌備處主任 | 邱嘉增    | 2013年8月 | 2021年7月 | 原桃園市立大園國際高級中等學校教務主任升任     |
| 1          | 邱嘉增    | 2021年8月 | 2025年7月 | 原籌備處主任升任，調任桃園市立新屋高級中等學校 |
| 2          | 瑪紹‧彼藺 | 2025年8月 | 現任      | 原學務主任升任                                 |

## 外部連結
- 桃園市立羅浮高級中等學校 （页面存档备份，存于）